# 85215 Гогенцоллерн
85215 Гогенцоллерн (85215 Hohenzollern) — астероїд головного поясу, відкритий 26 вересня 1992 року.
Тіссеранів параметр щодо Юпітера — 3,367.